# Heinrich Tiefenbach
Heinrich Tiefenbach (* 17. September 1944 in Orsoy; † 15. Oktober 2021) war ein deutscher germanistischer Mediävist, Linguist und Namenforscher.
Er studierte an der Universität Bonn, wo er 1970 promoviert wurde. An der Universität Münster habilitierte er sich 1984. Bis zu seiner Emeritierung war er Professor für Deutsche Philologie am Institut für Germanistik der Universität Regensburg.

## Veröffentlichungen (Auswahl)
- Studien zu Wörtern volkssprachiger Herkunft in karolingischen Königsurkunden. Ein Beitrag zum Wortschatz der Diplome Lothars I. und Lothars II. Dissertation. Wilhelm Fink, München 1973.
- Xanten, Essen, Köln. Untersuchungen zur Nordgrenze des Althochdeutschen an niederrheinischen Personennamen des 9.-11. Jahrhunderts. Habilitationsschrift. Vandenhoeck & Ruprecht, Göttingen 1984.
- Altsächsisches Handwörterbuch = A concise old saxon dictionary. de Gruyter, Berlin / New York 2010.